# فيليب هنري غوس
فيليب هنري غوس (بالإنجليزية: Philip Henry Gosse)‏ أو كما يحلو لأصدقائه تسميته اختصارا هنري،  هو عالم طبيعة إنجليزي يعد من بين أبرز المساهمين في تبسيط العلوم الطبيعية. تاريخيا، يعرف غوس كأول مخترع لفكرة حوض سمك عام بمياه البحر (مربي مائي ضخم) وأيضا كمبتكر مثابر في مجال دراسة علم الأحياء البحرية. أطلق حوض السمك المستحدث أوائل العصر الفيكتوري بإنجلترا على يد هنري الذي ابتكر وأعد أول حوض سمك مخصص للعامة في حديقة حيوان لندن بحلول سنة 1853. كما صاغ أيضا مصطلح «الأكواريوم» (حديقة أسماك أو حوض أسماك عام) عندما قام بحلول سنة1854 بنشر أول دليل خاص به، اختار له كعنوان «الأكواريوم: كشف النقاب عن عجائب أعماق البحار».
غوس هو أيضا مؤلف كتاب أومفالوس (ترجمة حرفية لكلمة السرة إلى اللغة اليونانية القديمة)، الذي يعد محاولة للتقريب بين فكرة العصور الجيولوجية التي افترضها تشارلز لايل وطريقة سرد الكتاب المقدس للخلق. بعد وفاته، تم تصور غوس على أنه كان أبا مستبدا يحمل آراء دينية متصلبة، كان ذلك في سياقة مذكرات الأب والابن الصادرة بحلول سنة 1907، والتي كتبها ابنه، الشاعر والناقد إدموند غوس.

## النشأة
وُلِدَ فيليب هنري غوس في ورسستر في عام 1810 لِرسام صور مصغرة متنقل وخادمة سيدة. قضى معظم طفولته في بول، دورسيت، حيث علمته خالته سوزان بيل الرسم وأعطته مقدمةً عن علم الحيوان. كانت قد علمت الشيء ذاته لابنها توماس بيل، الذي كان يبلغ من العمر عشرين عامًا وأصبح لاحقًا صديقًا رائعًا لغوس.
في الخامسة عشرة من عمره، بدأ العمل كموظف في منزل العد العائد لجورج جارلاند وأولاده في بلدة (بول). في عام 1827، أبحر إلى نيوفاوندلاند للعمل كموظف مكتبي في مقر شركة كاربونير في سليد وإلسون وشركاه. وهناك، أصبح طالبًا مكرسًا نفسه لدراسة وتعليم ذاته علمَ الحشرات في نيوفاوندلاند، «أول شخص يجري بحوثًا بشكل منهجي في علم الحشرات ويدون نتائجها» الجزيرة. في عام 1832، قام غوس بتحول ديني، إذ قال، «رسميًا، وبشكل متعمد وصريح، اتخذت الإله إلهً لي.»
في عام 1835، غادر نيوفاوندلاند متجهًا إلى كومبتون، كندا السفلى (كيبيك)، حيث حاول العمل في الزراعة بلا جدوى لمدة ثلاث سنوات. حاول في الأصل تأسيس كميونةٍ مع اثنين من أصدقائه المتدينين. عمقت التجربة حبه للتاريخ الطبيعي، وأشار إليه السكان المحليون بأنه «ذلك الرجل الإنكليزي المجنون الذي يبدأ باصطياد الأخطاء». خلال هذا الوقت أصبح عضوًا في جمعية التاريخ الطبيعي في مونتريال وقدم عينات إلى متحفها.
في عام 1838 عمل غوس في التدريس لمصلحة روبن سافولد لمدة ثمانية أشهر، صاحب مزرعة بيلفوار، الواقعة بالقرب من بليزانت هيل، ألاباما. في هذه الفترة، قام المزارعون في كثير من الأحيان بتعيين مدرسين خصوصيين لتعليم أطفالهم. قام غوس أيضًا بدراسة ورسم النباتات والحيوانات المحلية، حيث قام بتجميع مجلد غير منشور، تحت عنوان Entomologia Alabamensis، عن حياة الحشرات في الولاية. كانت مزرعة القطن في (الحزام الأسود في ألاباما)، واستخدم سافولد العديد من العمال المستعبدين. سجل غوس انطباعاته السلبية عن العبودية، التي نُشرت لاحقًا باسم «رسائل من ألاباما» (1859). 

## متخصص علم الطبيعة الشاب والواعظ
عند عودته إلى إنجلترا في عام 1839، كان غوس بحاجة شديدة لكسب العيش، حيث يقتات على ثمان بنسات كل يوم «يأكل سمك الرنجة بأبطأ ما يمكن، مع قليل من الخبز». بدأت ثروته تتحسن عندما وافق جون فان فورست، الناشر الرئيسي للكتابة في مجال الطبيعة، على توصية توماس بيل، لنشر كتابه «عالم الطبيعة الكندي» (1840). لاقى الكتاب إشادة على نطاق واسع، بُنِيَ على أنه محادثة بين الأب وابنه (وهو ابن لم يكن غوس قد رُزِق به بعد). يُنظر الآن إلى أن غوس «كان لديه إدراك عملي لأهمية الحفظ، إدراك سابق لزمانه بكثير.» 
افتتح غوس «مدرسة كلاسيكية وتجارية للنبلاء الشباب» مع الاحتفاظ بسجلات تفصيلية عن تحقيقاته المجهرية في حياة البركة، وخاصة السيكلوبيدات والروتيفيرا. كما بدأ وعظ الميثوديين الويسليين وقيادة صنف إنجيلي. في عام 1842، أصبح مفتونًا بمذهب المجيء الثاني للمسيح حتى أنه قطع علاقته بالميثوديين وانضم إلى كنيسة الإخوة البليموث. أكد هؤلاء المنشقون، على المجيء الثاني في الوقت الذي يرفضون فيه القداس والترسيم الكهنوتي، رغم أنهم أيدوا مذاهب المسيحية التقليدية كما تمثلها العقائد الميثودية والكنيسة الأنجليكانية. 
في عام 1843، ترك غوس المدرسة لكتابة مقدمة عن علم الحيوان لصالح جمعية نشر المعرفة المسيحية «إس بّي سي كيه» ولرسم بعض الرسوم التوضيحية. ألهمته كتابة العمل لزيادة اهتمامه بالنباتات والحيوانات في شاطئ البحر. أظهر في كتابه أنه كان مؤمنًا بالتصميم الذكي، وهو ما كان عليه الحال مع علماء الطبيعة ما قبل الداروينية. 
في أكتوبر 1844 أبحر غوس إلى جامايكا، حيث شغل منصب جامع محترف للتاجر هيو كومينغ. على الرغم من أن غوس قد عمل بجد خلال الثمانية عشر شهرًا في الجزيرة، لكنه وصف هذه الفترة لاحقًا بأنها «عطل قضاها» في جامايكا. تخصصت دراسة غوس في الطيور، وقد أطلق على غوس «أبو علم الطيور الجامايكي». استعان غوس بالشباب السود كمساعدين وأشاد بشكل خاص بأحدهم، صامويل كامبل، في كتبه الجامايكية. بالنسبة إلى الرفقة المسيحية، فقد استمتع بصحبة المبشرين المورافيين والمتحولين الجدد الذين رافقوهم، وكان يخطب بانتظام للدعوة إلى الكنيسة المورافية.
مع عودته إلى لندن في عام 1846، كتب غوس ثلاثية عن التاريخ الطبيعي لجامايكا بما في ذلك كتاب «إقامة قصيرة لعالم طبيعة في جامايكا» (1851). وُصِف الكتاب بأنه «مكتوب بأسلوب ملائم ورسّخ سمعة غوس كعالم طبيعة وكاتب».
في مجال الزواحف، وصف غوس عدة أنواع جديدة من الزواحف المتوطنة في جامايكا.

## كاتب الطبيعة ذو الشعبية الكبيرة
بعد عودته إلى إنجلترا، كتب غوس كتبًا في مجال تخصصه وخارجه؛ أنتج مجلدًا قصيرًا لجمعية النهوض بالمعرفة المسيحية «إس بّي سي كيه» تحت مسمى «آثار مصر القديمة»، وهي أرض لم يزرها أبدًا ولن يفعل. مع استقرار وضعه المالي، تقرّب غوس إلى إميلي باوز، العضو في جمعية الإخوان والبالغة من العمر واحدًا وأربعين عامًا، والتي كانت شخصية قوية وكاتبة موهوبةً في المباحث الإنجيلية. تزوجا في نوفمبر 1848، وكان زواجهما سعيدًا للغاية. كما كتب د. جيه. تايلور: «يبدو أن كلمة uxorious’- هائمٌ بحب زوجته’ لم تكن كافية لوصف غوس». وُلد ابن غوس الوحيد في 21 سبتمبر 1849. دوّن غوس الحدث في مذكراته بالكلمات: «أيها الولد المولود حديثًا، تلقيتُ هديةً خضراء من جامايكا» - مفارقة ممتعة وصفها إدموند لاحقًا بأنه يوضح فيها ترتيب الأحداث فقط: وصل الولد أولًا.
كتب غوس سلسلة متتالية من الكتب والمقالات عن التاريخ الطبيعي، بعضها (كما يصفها بنفسه) «لمساعدته في كسب قوت يومه» عن طريق المنشورات الدينية. (في ذلك الوقت، كانت قصص خلق الله للكون والكائنات تعتبر قراءة سبت مناسبة للأطفال.) كما كتب ل. سي. كروفت.
«كان معظم نجاح غوس يرجع إلى حقيقة أنه كان في الأساس عالم طبيعة ميداني تمكن من النقل لقرائه جزءًا من الإثارة التي تنطوي عليها دراسة الحيوانات الحية بشكل مباشر بدلًا من الميتة المتفسخة عظامها في رفوف المتحف. بالإضافة إلى ذلك فقد كان رسامًا علميًا ماهرًا إذ كان قادرًا على توضيح كتبه بنفسه.»
مع معاناته من الصداع، والذي كان ربما كنتيجة للإرهاق، بدأ غوس مع أسرته في قضاء مزيد من الوقت بعيدًا عن لندن على ساحل ديفون. هنا على طول شاطئ البحر، بدأ غوس تجربة جادة مع طرق للحفاظ على الكائنات البحرية بحيث يمكن فحصها «دون الغوص للنظر إليها». على الرغم من وجود محاولات لبناء ما كان يُطلق عليه سابقًا «حظيرة مائية» (اسم رأى غوس أنه «غريب وفظ»)، نشر غوس «مَرْبى الحيوانات المائية» في عام 1854 وكوّن شغفًا فيكتوريًا لأحواض السمك المنزلية. كان الكتاب مربحًا ماليًا لغوس و«كانت المراجَعات مليئة بالثناء». حتى في هذا العمل، استخدم غوس العلوم الطبيعية للإشارة إلى ضرورة الخلاص من خلال دم المسيح. في عام 1856 انتُخِب غوس زميلًا في الجمعية الملكية، والتي، نظرًا لأنه لم يكن له منصب جامعي أو ثروة موروثة، أعطته «مكانة كان يفتقر إليها بطريقة أخرى.» 
قبل بضعة أشهر من تكريم غوس، اكتشفت زوجته أنها مصابة بسرطان الثدي. بدلًا من الخضوع لعملية جراحية (الذي كان إجراءً محفوفًا بالمخاطر في عام 1856)، قرر الثنائي استعمال مراهم الطبيب الأمريكي، جيسي ويلدون فيل، الذي إن لم يكن مشعوذًا، فسيكون بالتأكيد على هامش الممارسة الطبية المعاصرة. بعد الكثير من المعاناة، توفيت إميلي غوس في 9 فبراير 1857. لقد أوكلت مهمة خلاص ابنهما إلى زوجها، وربما قاد موتها غوس إلى «ممارسات غير مألوفة ومحظورات غريبة الأطوار».

## روابط خارجية
- فيليب هنري غوس على موقع الموسوعة البريطانية (الإنجليزية)